# Associazione Calcio Pavia 1980-1981
Questa voce raccoglie le informazioni riguardanti l'Associazione Calcio Pavia nelle competizioni ufficiali della stagione 1980-1981.

## Stagione
Per questa stagione 1980-1981 si riparte con Pino Longoni sulla panchina pavese. In attacco Virginio Negri con 13 reti è il miglior marcatore stagionale, nel girone A del campionato di Serie C2 sono promosse Rhodense ed Alessandria, mentre retrocedono in Serie D l'Arona, la Biellese e l'Asti Torretta Santa Caterina. Dopo la sconfitta interna (1-2) con l'Arona dell'11 gennaio Pino Longoni viene sostituito da Franco Rondanini. Il Pavia nel girone di ritorno fa molto bene e recupera il terreno perso nell'andata, in tutto raccoglie 33 punti concludendo il torneo in una zona tranquilla di centro classifica.
Nella Coppa Italia di Serie C il Pavia disputa prima del campionato, il secondo girone di qualificazione, che promuove il Casale ai sedicesimi di finale.

## Rosa
| N. |                   | Ruolo | Calciatore              |
| -- | ----------------- | ----- | ----------------------- |
|    | Italia (bandiera) | C     | Gianfranco Bellaccomo   |
|    | Italia (bandiera) | A     | Arturo Beltrami         |
|    | Italia (bandiera) | D     | Roberto Bergamaschi     |
|    | Italia (bandiera) | C     | Giambattista Bianchessi |
|    | Italia (bandiera) | P     | Giuseppe Bifulco        |
|    | Italia (bandiera) | C     | Angelo Calzavacca       |
|    | Italia (bandiera) | D     | Francesco Crotti        |
|    | Italia (bandiera) | D     | Sergio Elli             |
|    | Italia (bandiera) | A     | Mauro Lussana           |

| N. |                   | Ruolo | Calciatore          |
| -- | ----------------- | ----- | ------------------- |
|    | Italia (bandiera) | P     | Renato Marson       |
|    | Italia (bandiera) | D     | Giacomo Mela        |
|    | Italia (bandiera) | C     | Oreste Morgia       |
|    | Italia (bandiera) | A     | Virginio Negri      |
|    | Italia (bandiera) | C     | Gaetano Paolillo    |
|    | Italia (bandiera) | C     | Sandro Pietta       |
|    | Italia (bandiera) | C     | Giuseppe Regali     |
|    | Italia (bandiera) | D     | Gianmarco Remondina |
|    | Italia (bandiera) | A     | Walter Vercesi      |

## Risultati

### Campionato

#### Girone di andata
| Arbitro: | Serboli (Arezzo) |

|                        |           |                        |
| Regali 50’ Lussana 55’ | Marcatori | 28’ Pozzoli 80’ Perini |

| Arbitro: | Guardini (Verona) |

|               |           |  |
| Ciardelli 89’ | Marcatori |  |

| Arbitro: | Schiavon (Padova) |

|                           |           |                   |
| Negri 23’, 42’ Pietta 90’ | Marcatori | 50’ (rig.) Araldi |

| Seregno 19 ottobre 1980 4ª giornata | Seregno          | 0 – 0 | Pavia | Stadio Ferruccio\| Arbitro: \| Dalfovo (Trento) \| |
| Arbitro:                            | Dalfovo (Trento) |       |       |                                                    |

| Arbitro: | Bragagnini (Cervignano del Friuli) |

|                  |           |                           |
| Onorini 81’, 82’ | Marcatori | 44’ Bellaccomo 60’ Morgia |

| Arbitro: | Caprini (Perugia) |

|  |           |          |
|  | Marcatori | 5’ Magni |

| Arbitro: | E. Tarantola (Genova) |

|               |           |  |
| Discepoli 53’ | Marcatori |  |

| Arbitro: | Bragagnolo (Torino) |

|              |           |  |
| Remondina 6’ | Marcatori |  |

| Arbitro: | Pavanello (Legnano) |

|                   |           |  |
| Bardelli 72’, 83’ | Marcatori |  |

| Arbitro: | Fassari (Catania) |

|                                  |           |            |
| Di Davide 2’ Pandolfi 41’ (rig.) | Marcatori | 11’ Pietta |

| Arbitro: | Tagliapietra (Vicenza) |

|          |           |  |
| Negri 3’ | Marcatori |  |

| Arbitro: | Fabricatore (Roma) |

|            |           |                            |
| Sacchi 69’ | Marcatori | 5’ Morgia 15’ (aut.) Leone |

| Pavia 21 dicembre 1980 13ª giornata | Pavia             | 0 – 0 | Pergocrema | Stadio Comunale\| Arbitro: \| Scalise (Bologna) \| |
| Arbitro:                            | Scalise (Bologna) |       |            |                                                    |

| Arbitro: | Creati (Catania) |

|                            |           |  |
| Uzzardi 66’ Sangiorgio 73’ | Marcatori |  |

| Arbitro: | Cesca (Latisana) |

|                 |           |                           |
| Tosi 65’ (aut.) | Marcatori | 7’ Pescarolo 80’ Cattaneo |

| Arbitro: | G. Baldini (Livorno) |

|            |           |  |
| Tosetti 8’ | Marcatori |  |

| Arbitro: | Laudato (Taranto) |

|  |           |             |
|  | Marcatori | 80’ Colusso |

#### Girone di ritorno
| Arbitro: | Betti (Siena) |

|              |           |           |
| Bocchinu 10’ | Marcatori | 22’ Negri |

| Arbitro: | Marascia (Roma) |

|                        |           |            |
| Negri 40’ Paolillo 89’ | Marcatori | 27’ Ghetti |

| Lodi 15 febbraio 1981 20ª giornata | Fanfulla        | 0 – 0 | Pavia | Stadio Dossenina\| Arbitro: \| Agnelli (Siena) \| |
| Arbitro:                           | Agnelli (Siena) |       |       |                                                   |

| Arbitro: | Tagliapietra (Vicenza) |

|                           |           |  |
| Elli 49’ Negri 55’ (rig.) | Marcatori |  |

| Arbitro: | Cicuti (Roma) |

|           |           |  |
| Negri 79’ | Marcatori |  |

| Arbitro: | Andreozzi (Frosinone) |

|             |           |  |
| Fiaschi 21’ | Marcatori |  |

| Arbitro: | Laricchia (Bari) |

|                                   |           |              |
| Calzavacca 21’ Mela 65’ Negri 70’ | Marcatori | 74’ Del Nero |

| Arbitro: | Scalcione (Matera) |

|                       |           |                        |
| Prati 1’ Zorzetto 10’ | Marcatori | 8’ Negri 75’ Calzavara |

| Arbitro: | Bragagnini (Cervignano del Friuli) |

|                      |           |               |
| Negri 41’ Morgia 85’ | Marcatori | 24’ Rovellini |

| Arbitro: | Betti (Siena) |

|           |           |  |
| Negri 10’ | Marcatori |  |

| Arbitro: | Agnelli (Siena) |

|                    |           |          |
| Sadocco 19’ (rig.) | Marcatori | 73’ Mela |

| Arbitro: | Pegno (Ercolano) |

|             |           |  |
| Lussana 85’ | Marcatori |  |

| Arbitro: | Schiavon (Padova) |

|                                  |           |                        |
| Gramignoli 50’ E. Rossi 53’, 89’ | Marcatori | 1’ Negri 73’ Remondina |

| Arbitro: | D'Innocenzo (Roma) |

|                     |           |                          |
| Morgia 26’ Mela 64’ | Marcatori | 17’ Ruffinoni 86’ Franzo |

| Arbitro: | D'Alascio (Pisa) |

|              |           |  |
| Cattaneo 24’ | Marcatori |  |

| Arbitro: | G. Sanna (Cagliari) |

|           |           |  |
| Negri 38’ | Marcatori |  |

| Arbitro: | Ongaro (Rovigo) |

|                     |           |  |
| Pasquali 88’ (rig.) | Marcatori |  |

### Coppa Italia

#### Secondo girone
| Novara 24 agosto 1980 1ª giornata | Novara                | 0 – 0 | Pavia | Stadio Comunale\| Arbitro: \| F. Baldini (Piacenza) \| |
| Arbitro:                          | F. Baldini (Piacenza) |       |       |                                                        |

| Pavia 31 agosto 1980 2ª giornata | Pavia                 | 0 – 0 | Casale | Stadio Comunale\| Arbitro: \| Lugli (Reggio Emilia) \| |
| Arbitro:                         | Lugli (Reggio Emilia) |       |        |                                                        |

| 3 settembre 1980 3ª giornata |  | – Turno riposo Pavia |  |  |

| Arbitro: | Valente (Monfalcone) |

|            |           |              |
| Morgia 64’ | Marcatori | 82’ Brunazzi |

| Casale Monferrato 14 settembre 1980 5ª giornata | Casale           | 0 – 0 | Pavia | Stadio Natale Palli\| Arbitro: \| D'Alascio (Pisa) \| |
| Arbitro:                                        | D'Alascio (Pisa) |       |       |                                                       |

| 21 settembre 1980 6ª giornata |  | – Turno riposo Pavia |  |  |